# Galway Kinnell
Galway Mills Kinnell (Providence, 1 de fevereiro de 1927 — Sheffield, 28 de outubro de 2014) foi um poeta americano. Ele ganhou o Prêmio Pulitzer de Poesia por sua coleção de 1982, Selected Poems e dividiu o Prêmio Nacional do Livro de Poesia com Charles Wright. De 1989 a 1993, foi poeta laureado no estado de Vermont.
Seguidor declarado de Walt Whitman, Kinnell rejeita a ideia de buscar satisfação escapando para o mundo imaginário. Seus poemas mais amados e antologizados são "St. Francis and the Sow" e "After Making Love We Hear Footsteps".

## Biografia
Nascido em Providence, Rhode Island, Kinnell disse que, quando jovem, era apaixonado por poesia por Edgar Allan Poe e Emily Dickinson, atraído tanto pelo apelo musical de sua poesia quanto pela ideia de que levavam vidas solitárias. O fascínio da língua falava com o que ele descreve como a sensação homogênea de sua cidade natal, Pawtucket, Rhode Island. Ele também se descreveu como um introvertido durante sua infância.
Kinnell estudou na Universidade de Princeton, graduando-se em 1948 ao lado de um amigo e colega poeta W. S. Merwin. Ele recebeu seu diploma de mestrado em artes pela Universidade de Rochester. Ele viajou bastante na Europa e no Oriente Médio e foi para Paris com uma bolsa Fulbright. Durante a década de 1960, o Movimento dos Direitos Civis nos Estados Unidos chamou sua atenção. Ao retornar aos EUA, ele ingressou no CORE (Congresso de Igualdade Racial) e trabalhou no registro de eleitores e na integração do local de trabalho em Hammond, Louisiana. Em 1968, ele assinou o compromisso "Writers and Editors War Tax Protest", prometendo recusar pagamentos de impostos em protesto contra a Guerra do Vietnã. Kinnell baseia-se tanto no seu envolvimento com o movimento dos direitos civis quanto em suas experiências de protesto contra a Guerra do Vietnã em seu poema longo, The Book of Nightmares.
Kinnell publicou no Beloit Poetry Journal. De 1989 a 1993, foi poeta laureado no estado de Vermont.
Kinnell foi o professor de escrita criativa de Erich Maria Remarque na Universidade de Nova Iorque e chanceler da Academia Americana de Poetas. A partir de 2011, ele se aposentou e residiu em sua casa em Vermont até sua morte em outubro de 2014 por leucemia.

## Vida pessoal
Kinnell casou-se com Inés Delgado de Torres, uma tradutora espanhola, em 1965, com quem teve dois filhos. Eles se divorciaram após vinte anos de casamento. Ele se casou com Barbara Kammer Bristol em 1997. Ele teve dois netos.

## Morte
Kinnell morreu em 28 de outubro de 2014 em sua casa em Sheffield, Vermont, aos 87 anos. A causa foi leucemia, de acordo com sua esposa, Barbara K. Bristol.

### Poesia

#### Coletâneas
- What a Kingdom It Was. Boston: Houghton Mifflin. 1960
- Flower Herding on Mount Monadnock. [S.l.]: Houghton Mifflin. 1964
- Body Rags. [S.l.]: Houghton Mifflin. 1968
- The Book of Nightmares. [S.l.]: Houghton Mifflin Harcourt. 1971. ISBN 978-0-395-12098-9. Galway Kinnell.
- The Avenue Bearing the Initial of Christ into the New World: Poems 1946–64. [S.l.]: Houghton Mifflin. 1974
- "Saint Francis and the Sow" No Mountains Poetry Project Broadside Series (1976)
- Walking Down the Stairs (uma coletânea de entrevistas) (1978).
- Mortal Acts, Mortal Words. [S.l.]: Houghton Mifflin. 1980. ISBN 978-0-395-29125-2
- Blackberry Eating. [S.l.]: William B. Ewert. 1980
- Selected Poems. [S.l.]: Houghton Mifflin. 1982. ISBN 978-0-395-32045-7 —vencedor do Prêmio Nacional do Livro[2] e do Prêmio Pulitzer[1]
- How the Alligator Missed Breakfast. Illustrator Lynn Munsinger. [S.l.]: Houghton Mifflin. 1982. ISBN 978-0-395-32436-3
- The Past. [S.l.]: Houghton Mifflin. 1985. ISBN 978-0-395-39385-7
- When One Has Lived a Long Time Alone. [S.l.]: Knopf. 1990. ISBN 978-0-394-58856-8
- Three Books. [S.l.]: Houghton Mifflin Harcourt. 2002. ISBN 978-0-618-21911-7
- Imperfect Thirst. [S.l.]: Houghton Mifflin Harcourt. 1996. ISBN 978-0-395-75528-0
- A New Selected Poems. [S.l.]: Houghton Mifflin Harcourt. 2000. ISBN 978-0-618-15445-6. Galway Kinnell. —finalista do Prêmio Nacional do Livro[11]
- The Avenue Bearing the Initial of Christ into the New World: Poems 1953–1964. [S.l.]: Houghton Mifflin Harcourt. 2002. ISBN 978-0-618-21912-4
- Strong Is Your Hold. [S.l.]: Houghton Mifflin. 2006. ISBN 978-0-618-22497-5
- Collected Poems. [S.l.]: Houghton Mifflin Harcourt. 2017. ISBN 978-0-544-87521-0

#### Coletâneas traduzidas para o inglês
- Yves Bonnefoy (1968). On the motion and immobility of Douve. Translator Galway Kinnell. [S.l.]: Ohio University Press
- François Villon (1982). The poems of François Villon. Translator Galway Kinnell. [S.l.]: UPNE. ISBN 978-0-87451-236-6
- Yvan Goll (1970). Lackawanna Elegy. Translator Galway Kinnell. [S.l.]: Sumac Press. ISBN 978-0-912090-07-8
- Yvan Goll (1968). Yvan Goll, Selected Poems. Translators Paul Zweig, Jean Varda, Robert Bly, George Hitchcock, Galway Kinnell. [S.l.]: Kayak Books
- Rainer Maria Rilke (2000).  Galway Kinnell, ed. The Essential Rilke. Translators Galway Kinnell, Hannah Liebmann. [S.l.]: HarperCollins. ISBN 978-0-06-095654-7

#### Poemas
- I, Coyote, stilled wonder. The New Yorker 88/43 (14 de janeiro de 2013)
- The silence of the world. The New Yorker 89/13 (13 de maio de 2013)

### Romances
- Black Light. [S.l.]: Houghton Mifflin. 1966